# Армейская ядерно-энергетическая программа
Армейская ядерно-энергетическая программа (англ. Army Nuclear Power Program (ANPP)) —  программа армии США по разработке небольших водо-водяных и кипящих водо-водяных ядерных энергетических реакторов для выработки электроэнергии и горячей воды в основном на удалённых, относительно недоступных военных объектах. Этой программой руководила Группа конструирования реакторов армии США, штаб-квартира которой находилась в Форт-Белвуар, штат Вирджиния. Программа была начата в 1954 г. и прекращена примерно к 1977 г., когда был выпущен последний класс операторов АЭС. Некоторое время после этого продолжались работы либо по выводу станций из эксплуатации, либо по переводу их в SAFSTOR (длительное хранение и мониторинг перед выводом из эксплуатации) .  Нынешняя разработка малых модульных реакторов привела к возобновлению интереса к военным применениям.

## Цели и задачи
Интерес к возможному применению ядерной энергии для наземных военных нужд проявлялся уже в 1952 году. В служебной записке министра обороны от 10 февраля 1954 года на армию возлагалась ответственность за «разработку атомных электростанций для снабжения теплом и электричеством  удалённых и относительно труднодоступных военных объектов». Министр армии учредил Армейскую ядерно-энергетическую программу и поручил ее Инженерному корпусу.
Закон об атомной энергии 1954 года возложил на Комиссию по атомной энергии США (англ: United States Atomic Energy Commission (AEC)) ответственность за исследования и разработки в ядерной области, так что ANPP стала совместной межведомственной программой Министерства армии и AEC. Когда в 1954 году Закон об атомной энергии был пересмотрен, параграф 91b уполномочил министерство обороны получать специальные ядерные материалы для использования на объектах оборонного назначения. Основное внимание в программе армейской ядерной энергетики уделялось объектам по производству электроэнергии, в то время как программа военно-морских реакторов была сосредоточена на ядерных силовых установках для подводных лодок и кораблей. 9 апреля 1954 г. начальник инженерного отдела создал Группу конструирования реакторов армии США для выполнения задач, поставленных Министерством армии.
По сути, эта группа должна была:
- совместно с AEC проводить исследования и разработку атомных электростанций;
- эксплуатировать атомные электростанции Корпуса инженеров;
- проводить обучение по эксплуатации реакторов;
- оказывать техническую поддержку другим агентствам по мере необходимости;
- разработать программы применения ядерных реакторов для военных нужд.

Департаментом армии  7 января 1965 г. для программы были поставлены следующие цели:
- Сокращение или устранение зависимости от ископаемых источников топлива.
- Сокращение или устранение логистической нагрузки, необходимой для поддержки обычных электростанций.
- Надежная работа.
- Нечастая заправка и обслуживание.
- Уменьшенное количество персонала с конечной целью полностью автоматической работы.
- Транспортабельность, мобильность и время реакции, совместимые с миссией или поддерживаемым оборудованием.
- Улучшенная рентабельность.

В конечном итоге AEC пришла к выводу, что вероятность своевременного достижения целей Армейской ядерно-энергетической программы по разумной цене недостаточно высока, чтобы оправдать продолжение финансирования проектов по разработке малых, стационарных и мобильных реакторов. Сокращение военного финансирования долгосрочных исследований и разработок из-за войны во Вьетнаме привело к тому, что AEC прекратила поддержку программы в 1966 году. Затраты на разработку и производство компактных атомных электростанций были настолько высоки, что их можно было оправдать только если реактор обладал уникальными возможностями и выполнял четко определенную задачу, поддерживаемую Министерством обороны США. После этого участие армии в исследованиях и разработках атомных электростанций неуклонно сокращалось и в конечном итоге полностью прекратилось.

## Реакторы

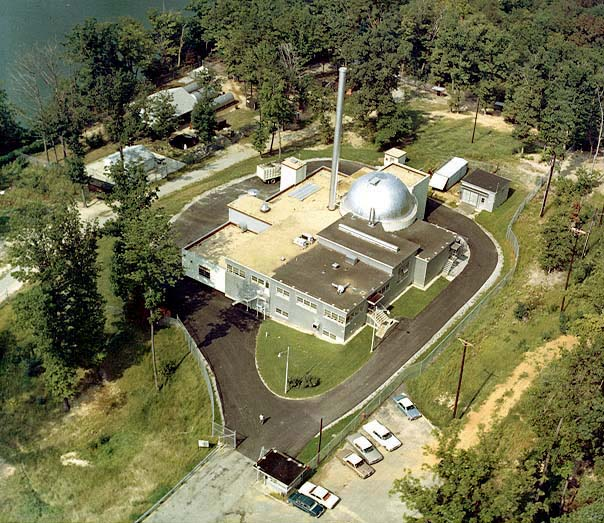
SM-1
Форт-Бельвуар, Вирджиния

Было построено восемь реакторов. Из-за требования небольшого физического размера все эти реакторы, кроме MH-1A, использовали высокообогащённый уран ( ВОУ ). У MH-1A было больше места для работы и большая грузоподъемность, так что это был реактор с низким обогащением; т.е. больше и тяжелее. Некоторое время рассматривался вопрос об использовании MH-1A во Вьетнаме, но Государственный департамент её отверг.
Реакторы перечислены в порядке их запуска в эксплуатацию. 
- СМ-1: 2 МВт электрической мощности, Форт-Бельвуар, Вирджиния. Запущен 8 апреля 1957 года (за несколько месяцев до реактора Шиппингпорт ) и первая являлся первой атомной электростанцией в США, подключенной к электрической сети. Использовался преимущественно для обучения и тестирования, а не для выработки электроэнергии. Станция была спроектирована американской локомотивной компанией (переименованной в ALCO Products в 1955 году) и стала первым реактором, разработанным в рамках армейской ядерно-энергетической программы. Этот завод был трёхсторонним учебным центром. ВМС  и ВВС США отправляли персонал для обучения на береговых объектах (у ВМФ была другая отдельная программа для корабельной ядерной энергетики, которая действует по сей день). ). SM-1 и связанные с ним учебные базы в Форт-Бельвуар были единственным учебным центром для береговых военных электростанций. Реактор охлаждал свои конденсаторы, используя воды реки Потомак. Примерно в течение первых 10 лет своей эксплуатации СМ-1 по незнанию выделял тритий.в воды Чесапикского залива до разработки детектора Packard Tri-Carb, который был первой детекторной системой, способной обнаруживать низкоэнергетический бета-распад трития. Приборы в SM-1 использовали электронные лампы.

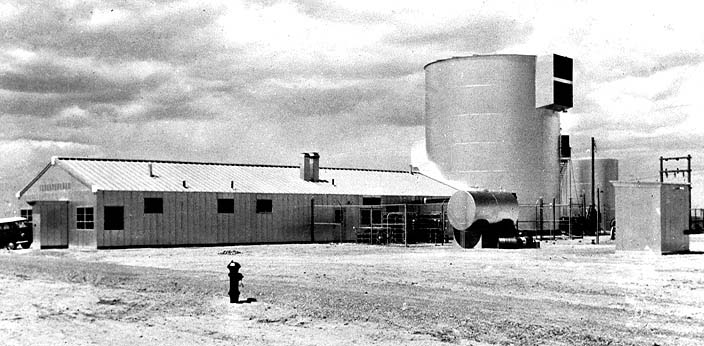
SL-1
Национальная станция испытаний реакторов, Айдахо

- SL-1: Кипящий водо-водяной реактор, электрическая мощность 200 кВт, тепловая мощность для отопления - 400 кВт, Национальная станция испытаний реакторов, Айдахо. Запущен 11 августа 1958 г. SL-1 был разработан Аргоннской национальной лабораторией для получения опыта эксплуатации кипящих реакторов, отработки тактико-технических характеристик, обучения военных экипажей и испытаний компонентов. Компания Combustion Engineering получила от AEC контракт на эксплуатацию SL-1 и, в свою очередь, наняла армейскую военную бригаду для эксплуатации реактора. Этот BWR был специально разработан для питания станций Линии «Дью» . 3 января 1961 года реактор готовили к пуску после одиннадцатидневного простоя в праздничные дни. Выполнялись процедуры технического обслуживания, которые требовали, чтобы главный центральный стержень управления был выдвинут вручную на несколько сантиметров, чтобы снова соединить его с приводным механизмом; в 21:01 этот стержень был внезапно выведен слишком далеко, в результате чего SL-1 мгновенно перешёл в критический режим . Через четыре миллисекунды тепло, генерируемое в результате огромного скачка напряжения, заставило воду, окружающую активную зону, начать взрывообразно испаряться. Водяной пар вызвал волну давления, ударившую по верхней части корпуса реактора, в результате чего вода и пар разбрызгивались из верхней части корпуса. Эта крайняя форма гидравлического удара выбросила стержни управления, экранирующие пробки и весь корпус реактора вверх. Последующее расследование аварии пришло к выводу, что реактор весом (12 000 кг) подпрыгнул почти на три метра, а приводные механизмы верхнего управляющего стержня ударились о потолок здания реактора, прежде чем вернуться на свое исходное место. Брызги воды и пара повалили двух операторов на пол, один из них погиб на месте, а другой получил тяжелые ранения. Одна из защитных пробок на крыше корпуса реактора пронзила третьего человека в пах и вышла из его плеча, прижав его к потолку[6][7]. Жертвами стали армейские специалисты Джон А. Бирнс (27 лет) и Ричард Лерой МакКинли (22 года), а также электрик ВМС первого класса (CE1) Ричард С. Легг (26 лет). Позже было установлено, что Бирнс (оператор реактора) поднял стержень недопустимо высоко, чем вызвал выброс, Легг (начальник смены) стоял на крыше корпуса реактора и был пронзен и пришпилен к потолку, а Мак-Кинли, стажер, который стоял неподалёку, позже был найден спасателями живым, но скончался в больнице. Это был единственный несчастный случай со смертельным исходом на ядерном энергетическом реакторе США, приведший к разрушению реактора. Этот инцидент был важен для развития коммерческой энергетики, потому что будущие конструкции предотвращали критическое состояние активной зоны при удалении одного стержня.[8]

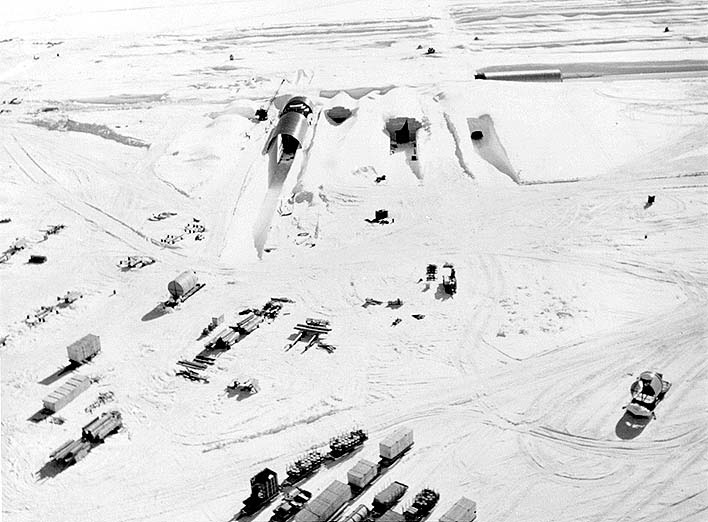
PM-2A
Кэмп-Сенчури, Гренландия

- PM-2A: электрическая мощность 2 МВт, плюс отопление. Кэмп-Сенчури, Гренландия.[9] Запущен 3 октября 1960 г. Первый «переносной» ядерный энергетический реактор. Был привезен в Гренландию по частям, собран, эксплуатировался, разобран, отправлен обратно в США[10]. PM-2A в Кэмп-Сенчури был разработан американской локомотивной компанией, чтобы продемонстрировать возможность постройки атомной электростанции из сборных компонентов в удаленном, арктическом месте. PМ-2А работал на обогащённом до 93% уране-235[11]. Он успешно питал Кэмп-Сенчури в течение трёх лет. Корпус высокого давления также использовался для исследования нейтронного охрупчивания углеродистой стали. Этот завод был закрыт в 1963–1964 годах. Однако, несмотря на успехи реактора, проект «Ледяной червь» так и не был реализован, а Кэмп-сенчури позже был заброшен.
- ML-1: Рассчитан на 300 кВт, но достиг только 140 кВт. Запущен 30 марта 1961 года. В конструкции впервые была использована газовая турбина замкнутого цикла. Проработал всего несколько сотен часов испытаний. ML-1 был разработан корпорацией Aerojet General Corporation для испытаний интегрированного блока реактора, который можно было бы перевозить на военных полуприцепах, железнодорожных платформах и баржах. Реактор был остановлен в 1965 году

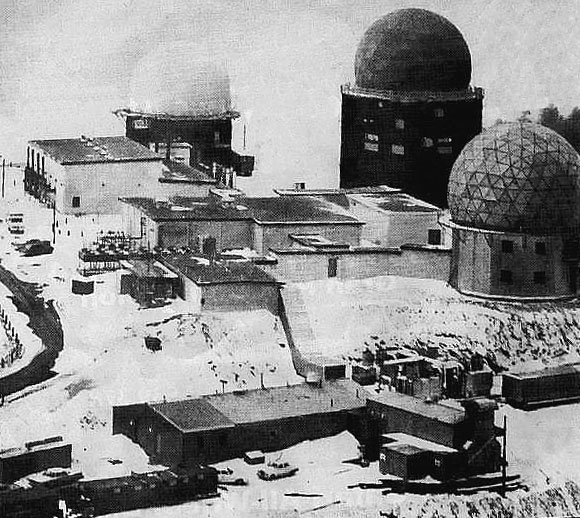
PM-1, База ВВС Сандэнс, Вайоминг

- PM-1: электрическая мощность 1,25 МВт, плюс отопление. База ВВС Сандэнс, Вайоминг. Запущен 25 февраля 1962 года. Работал на обогащённом до 93% уране-235. Этот водо-водяной реактор, принадлежащий ВВС, использовался для питания радиолокационной станции. PM-1 был разработан компанией Martin и обеспечивал электроэнергией 731-ю радиолокационную эскадрилью Североамериканского командования противовоздушной обороны (NORAD)[12]. Реактор остановлен в 1968 году.

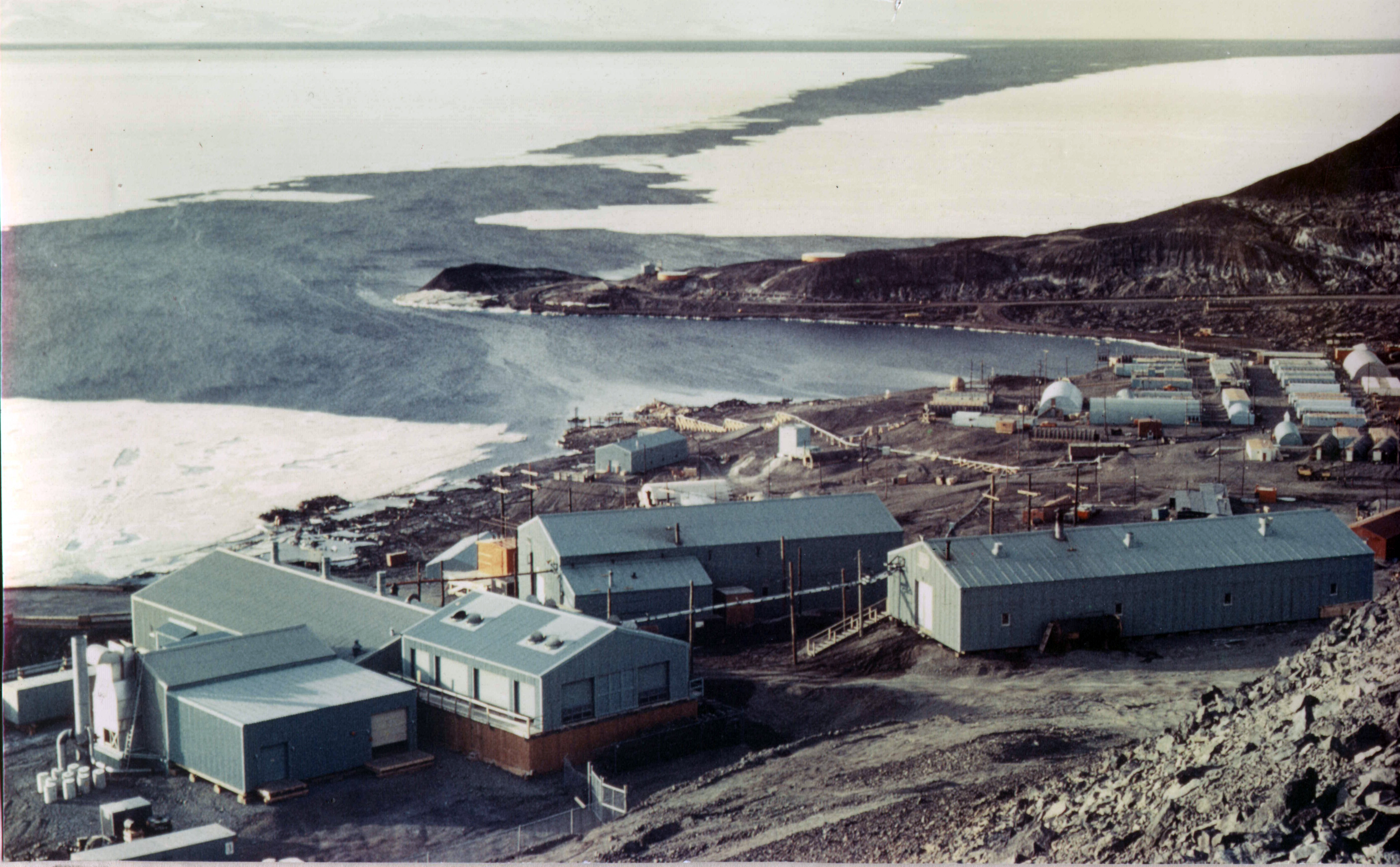
PM-3A
Станция Мак-Мердо, Антарктида

- PM-3A: электрическая мощность 1,75 МВт, плюс отопление и опреснение. Станция Мак-Мердо, Антарктида.  Запущен 3 марта 1962 г., списан в 1972 г.  PM-3A, расположенный в проливе Мак-Мердо, Антарктида, был разработан компанией Martin для обеспечения электроэнергией и паровым обогревом военно-морской авиабазы в проливе Мак-Мердо. Работал на обогащённом до 93% уране-235. В 1970–1971 годах он установил мировой рекорд мощности. Это была одна из первых береговых электростанций, в которой в системе управления использовались твердотельные элементы вместо электроламп. PM-3A не эксплуатировался армией, а находился в ведении NAVFAC (Инженерное командование военно-морских сооружений), берегового энергетического подразделения ВМС США. Хотя большая часть персонала была из военно-морского флота, PM-3A был базой трех родов войск. В 1970-1971 годах в составе обслуживающего персонала находились сержант армии и сержант ВВС. Установка имела воздушное охлаждение, конденсаторы и вентиляторы работали на гликоле. Отработанное тепло также использовалось для опреснения с помощью вакуумной флэш-дистилляции. Реактор располагался в закопанных в землю резервуарах. Реактор пострадал от множества проблем, включая пожар и утечку охлаждающей жидкости. Он был закрыт в сентябре 1972 года[13][14]. После вывода из эксплуатации реактор был разрезан на части и перевезен в США для захоронения. Почва вокруг резервуаров стала радиоактивной, поэтому ее также вывезли и перевезли на военно-морскую базу Порт-Уэнем в Калифорнии, где ее захоронили под асфальтовым покрытием.

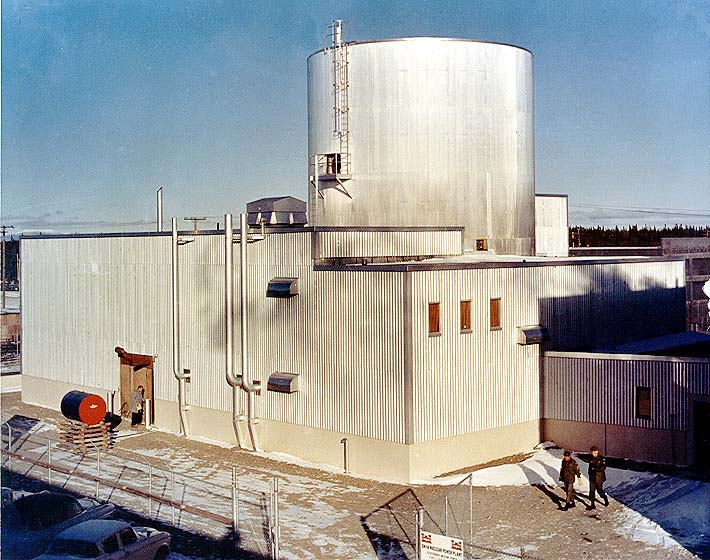
SM-1A
Форт-Грили, Аляска

- SM-1A: электрическая мощность 2 МВт, плюс отопление. Форт-Грили, Аляска. Запущен 13 марта 1962 г. Был спроектирован ALCO Products и стал первым полевым объектом, разработанным в рамках армейской ядерно-энергетической программы. Этот участок был выбран для разработки методов строительства в отдаленном арктическом районе и изучения его экономики по сравнению с системами жидкого топлива в отдаленном районе. Реактор был остановлен в 1972 году. Работал на обогащённом до 93% уране-235. В 2022 году Инженерный корпус армии заключил контракт на 103 миллиона долларов на вывод из эксплуатации и демонтаж SM-1A.[15]

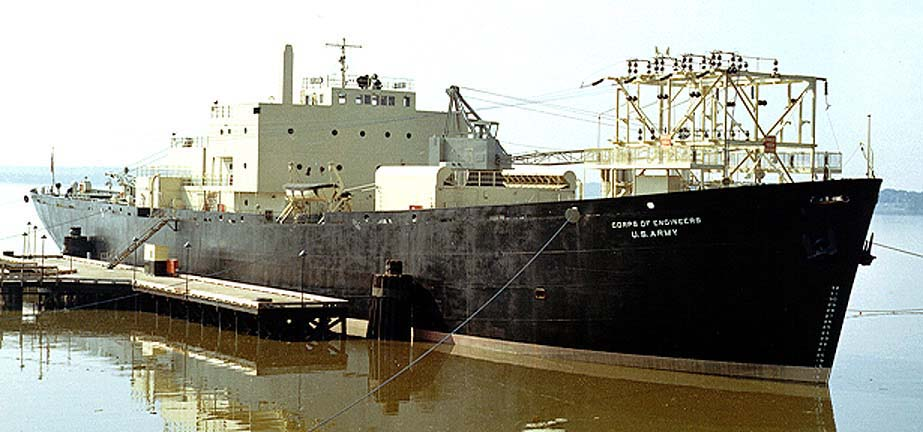
MH-1A
баржа-электростанция Sturgis

- MH-1A: электрическая мощность 10 МВт, плюс подача пресной воды на соседнюю базу. Установлен на барже Strugis, переделанной из транспорта типа «Либерти» , и пришвартован в зоне Панамского канала . Запущен рядом с Форт-Бельвуар (в бухте Ганстон-Коув, у реки Потомак) 24 января 1967 года. Это был последний из восьми реакторов программы. MH-1A был разработан корпорацией Martin Marietta. Он оставался пришвартованным у озера Гатун в Панамском канале с 1968 по 1977 год, когда его отбуксировали обратно в Форт-Бельвуар на вывод из эксплуатации. В этом реакторе использовался низкообогащенный уран (в диапазоне от 4 до 7 процентов). MH-1A был переведен в резервный флот Джеймс-ривер в 1978 году для SAFSTOR.  Демонтаж реактора завершился в марте 2019 г.[16]
- ММ-1: электрическая мощность ~ 2,5 МВт. Был спроектирован, но так и не построен. Задумывался как «Военный малогабаритный реактор».Должен был представлять собой реактор  с жидкометаллическим теплоносителем, устанавливаемый на грузовике, с коротким временем запуска и остановки, без экранирования и зон отчуждения для защиты операторов от радиации. Предполагалось получить более высокую удельную мощность; энергетическая установка должна была весить меньше, чем дизель-генератор сопоставимой мощности. Первоначально предназначенная для обеспечения электроэнергией баз и полевых операций, программа была перенесена на армейскую «Концепцию энергосклада» для исследования производства синтетического топлива. Реактор и связанное с ним оборудование должны были производить жидкое топливо для танков, грузовиков, бронетранспортеров и самолетов ,и резко сократить уязвимую логистическую цепочку поставок нефти.

Расшифровка кодировки названий реакторов:
- Первая буква: S – стационарный, М – мобильный, P – портативный.
- Вторая буква: H – высокая мощность, M – средняя мощность, L – малая мощность.
- Цифра: порядковый номер.
- Третья буква: A указывает на установку в полевых условиях.